# Ötzi

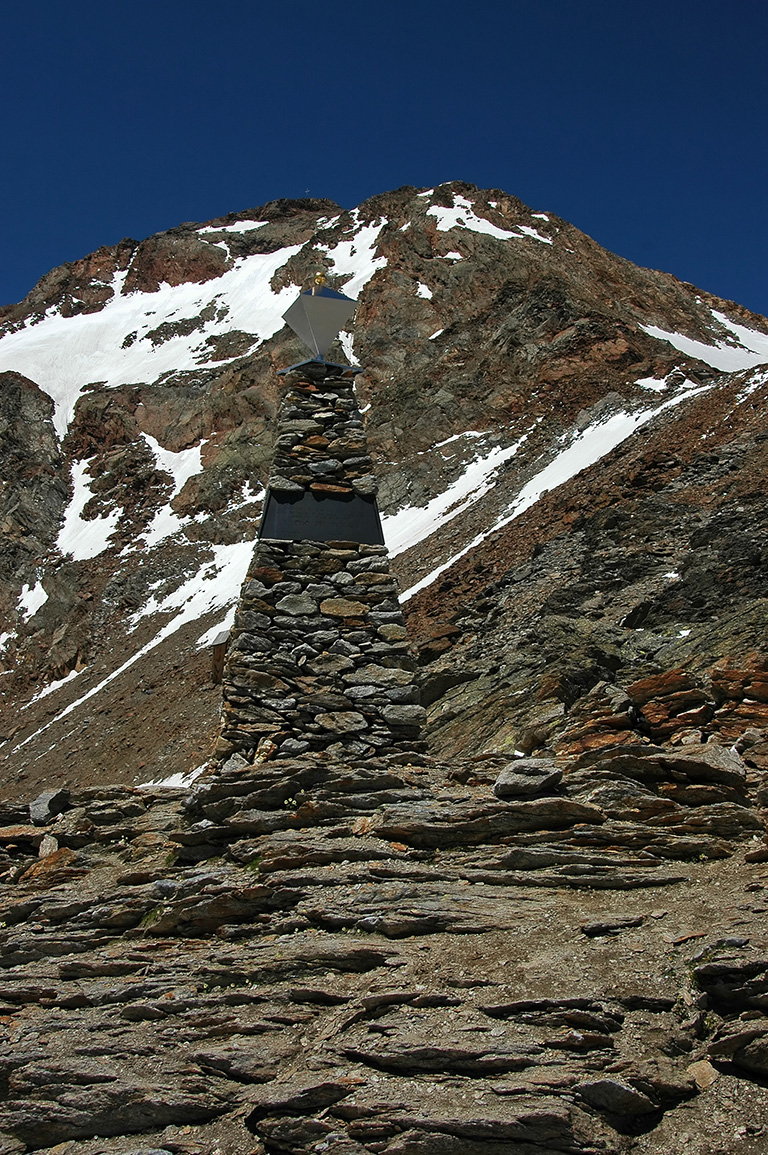
Pomnik upamiętniający miejsce, w którym znaleziono Ötziego

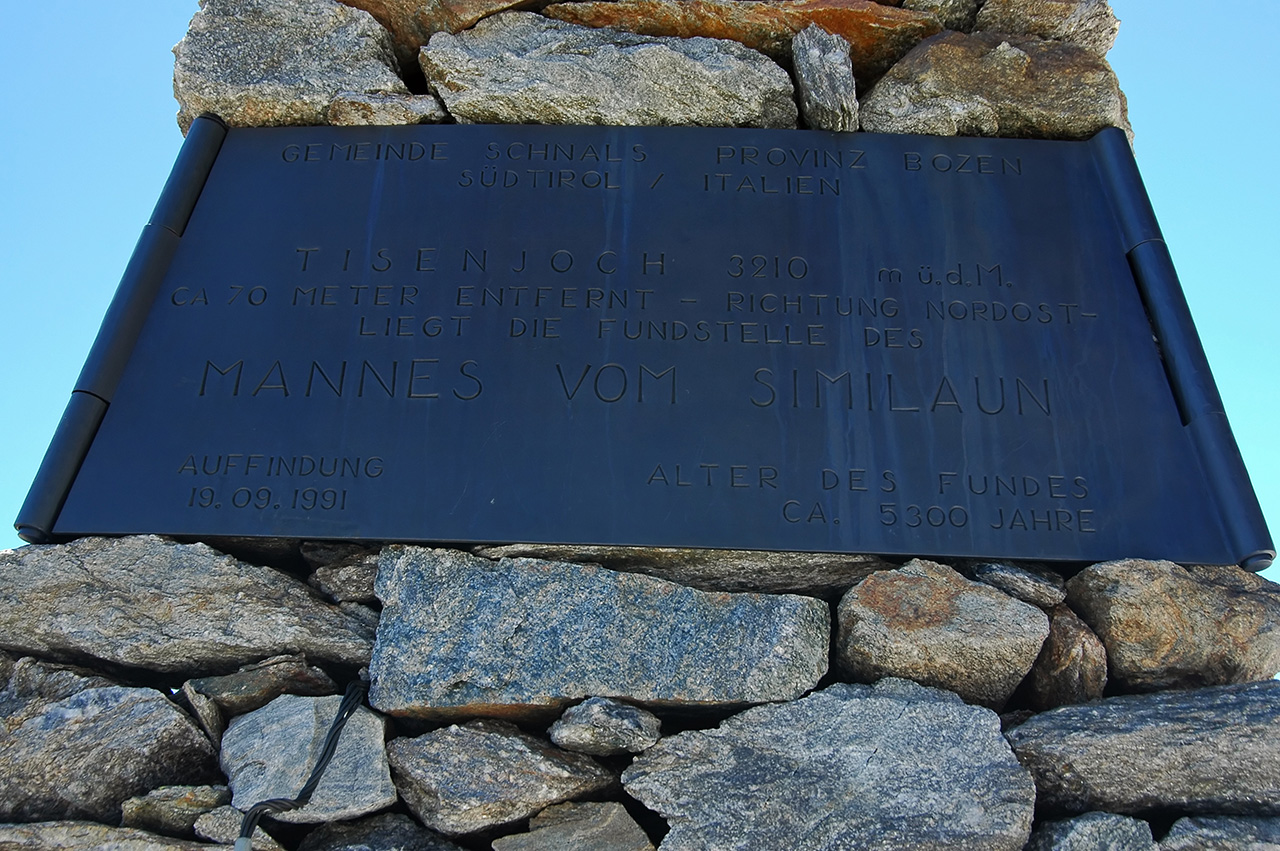
Tablica na pomniku

Ötzi (Oetzi, IPA: [ˈœtsi], „człowiek z Similaun”, „człowiek lodu”) – przydomek nadany człowiekowi, który zmarł ok. 3300 lat p.n.e. Przydomek ten pochodzi od nazwy doliny Ötztal w Tyrolu, w Alpach Ötztalskich, ponad którą znaleziono jego zamrożone w lodowcu alpejskim ciało.

## Odkrycie
Ötzi został znaleziony na wysokości 3210 m n.p.m. przez dwoje niemieckich turystów, Helmuta Simona i jego żonę Erikę, 19 września 1991 roku. Uznali oni, że ciało należy do zmarłego tragicznie turysty. Wiek Ötziego datowano dopiero podczas badań w Innsbrucku. Obecnie Ötzi znajduje się w Museo Archeologico dell’Alto Adige (muzeum archeologicznym Górnej Adygi) w Bolzano we Włoszech.
Przez cztery dni próby wydobycia ciała podejmował miejscowy policjant wspomagany przez kilka osób, jak również przechodzących turystów oraz wolontariuszy ze środowiska wspinaczy (wśród nich Reinhold Messner). Początkowy brak wiedzy o doniosłości odkrycia skutkował licznymi błędami, które w różnym stopniu zniszczyły mumię i jej dobytek, jak również doprowadziły do nieodwracalnej utraty informacji o położeniu niektórych przedmiotów. W trakcie prób wydobycia mumia i jej dobytek były badane i podważane kijkami narciarskimi i czekanami, a obszar biodrowy ciała został uszkodzony wiertarką pneumatyczną. Łuk Ötziego został złamany, a jego dolna część została odzyskana z lodu rok później. Niedbałe obchodzenie się z ciałem doprowadziło do zniszczenia wielu elementów odzieży, którą Ötzi miał na sobie w momencie śmierci. Lewa ręka mumii została złamana, gdy ciało było wciskane do trumny w celu transportu z Vent do Innsbrucka. Grzyb zaczął rosnąć na skórze mumii, gdy ta leżała na stole sekcyjnym w Innsbrucku. Dopiero po pięciu dniach naukowcy rozpoczęli starania, aby ustabilizować stan mumii.

## Opis
Przeprowadzone analizy wykazały, że miał 157 cm wzrostu, ważył około 50 kg i zmarł mając 40–53 lat. Był szatynem, prawdopodobnie miał brązowe oczy, grupę krwi „0” i możliwe, że cierpiał na nietolerancję laktozy.
Na ciele stwierdzono 61 tatuaży, niektóre z nich były zlokalizowane w miejscach uważanych za punkty akupunktury dla chorób, na które cierpiał (zmiany zwyrodnieniowe stawów i bóle brzucha wywołane zakażeniem Trichuris trichiura). Ostatnim posiłkiem, który spożył, było mięso jelenia i kozicy, roślinne korzonki, owoce i ziarna, które najprawdopodobniej zostały spożyte w formie chleba.
Kolejne badania mumii przeprowadzone przez zespół dr. Alberta Zinka, antropologa z niemieckiego Uniwersytetu Eberharda Karola w Tybindze, wskazują, że Ötzi mimo stosunkowo młodego wieku miał genetyczne predyspozycje do choroby wieńcowej i cierpiał na arteriosklerozę. Ustalono, iż nie prowadził siedzącego trybu życia, nie miał nadwagi, nie cierpiał z głodu, a jego dieta była zrównoważona; mimo to zagrażały mu choroby serca i układu krążenia.
Niemieccy naukowcy wykryli u niego też bakterie z rodzaju Borrelia, wywołujące boreliozę. Jest to najstarszy poznany ślad tej infekcji, spowodowanej przez kleszcze.
Po badaniach genetycznych naukowcy początkowo twierdzili, że jego linia pokrewieństwa prawdopodobnie wygasła, ale badania 3700 dawców krwi z okolic Innsbrucka, prowadzone w 2013 roku, wykazały 19 mężczyzn o tej samej, bardzo rzadkiej mutacji genetycznej. Podano wtedy informację o możliwych krewnych zstępnych Ötziego w Tyrolu. Nie oznacza to, że są w prostej linii jego potomkami, ale że mieli wspólnego przodka, który żył 10-12 tysięcy lat temu.
W lutym 2011 roku poinformowano o przeprowadzeniu rekonstrukcji twarzy mumii za pomocą metod stosowanych w kryminalistyce.
Ötzi ubrany był w skóry, które pochodziły od niedźwiedzia, kozicy i jelenia, miał buty i skarpety splecione z miękkich traw i łyka. Posiadał plecak, torbę z kory brzozowej, kołczan w nim 14 strzał w tym 8 kalinowych reszta dereniowych, ponad półmetrową ciupagę w rozwidlonym drzewcu cisowej laski, której miedziane wyklepane ostre ostrze sklejała brzozowa smoła i mocowały rzemienie; nóż z krzemienia i długi na 1,82 metra niedokończony łuk. Znaleziono przy nim także hubę porka brzozowego (Piptoporus betulinus), która do dzisiejszych czasów jest używana w medycynie ludowej do leczenia dolegliwości żołądkowych – mógłby to być najstarszy przypadek udowodnionego zastosowania substancji leczniczej. Bardziej prawdopodobne jest jednak używanie huby do rozpalania ognia lub jako opatrunku.
Ötzi zmarł najprawdopodobniej w wyniku ran odniesionych w walce z innymi ludźmi, w tym rany pochodzącej od strzały. Naukowcy w ranach odkryli czerwone krwinki, jak również fibrynę, końcowy produkt procesu krzepnięcia krwi, która jest obecna w świeżych ranach, potem niknie. Świadczy to o tym, że Ötzi zmarł szybko po zranieniu.
Po odkryciu stał się atrakcją turystyczną (w pobliżu miejsca jego odnalezienia ustawiono pomnik, zaś mumia została wystawiona w muzeum)